# Vuxenpop

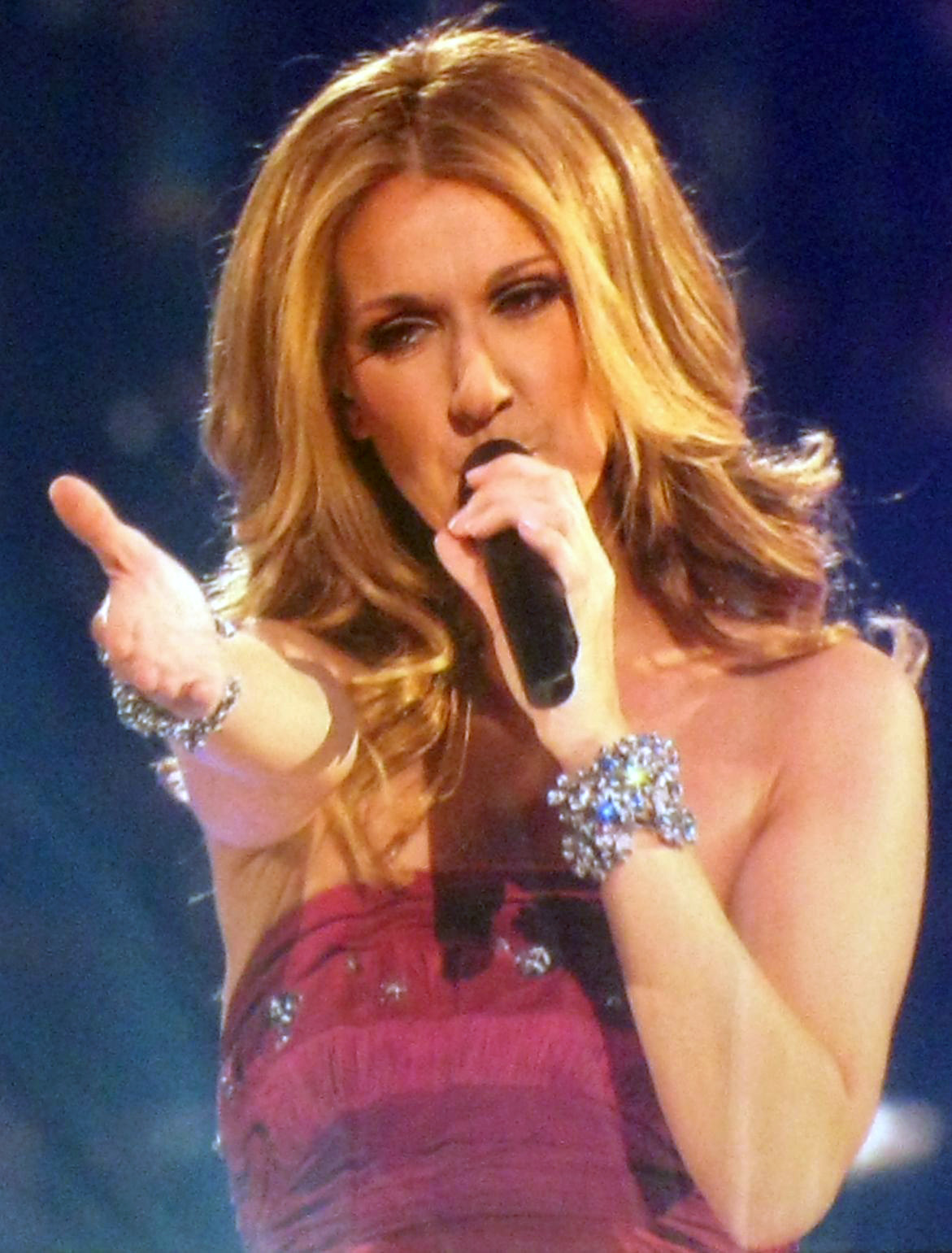
Celine Dion (på bilden) är ofta betraktad som "The Queen of Adult Contemporary".

Vuxenpop (i Nordamerika: adult contemporary, AC) är ett amerikanskt radioformat som främst inkluderar lättlyssnade ballader. Formatet spelar låtar inom genrerna pop, soul, R&B, quiet storm och rock.
Radiostationer som spelar detta format riktar sig främst till personer mellan 25 och 54 år. Formatet inkluderar inte genrerna hiphop, tonårsorienterad pop/R&B eller dansspår. Under åren har ändå AC framhävt flera subgenrer som innehåller dessa genrer allt mer: hot AC, soft AC (också känd som lite AC), urban AC, rhythmic AC, smooth AC (t.ex. smooth jazz) och Christian AC.